# Львов, Дмитрий Семёнович (экономист)
Дми́трий Семёнович Львов (2 февраля 1930, Москва — 6 июля 2007, там же) — советский и российский экономист, доктор экономических наук (1969), академик Российской академии наук (1994), академик-секретарь Отделения экономики РАН (1996—2002).

## Биография
Дмитрий Семёнович Львов родился 2 февраля 1930 года в Москве.
В 1954 году окончил машиностроительный факультет Московского инженерно-экономического института имени Серго Орджоникидзе. Работал в Институте экономики АН СССР (1966—1972 гг.), Центральном экономико-математическом институте РАН (с 1972 года; с 1991 года — заместитель директора). В 1961 году защитил диссертацию на соискание учёной степени кандидата экономических наук («Технико-экономические основы механизации и автоматизации технологических процессов в мелкосерийном машиностроении»). В 1969 году им была защищена диссертация «Основы экономической оценки качества продукции: методологический аспект проблемы» на соискание учёной степени доктора экономических наук.
23 декабря 1987 года избран членом-корреспондентом Академии наук СССР (с 1991 года — РАН), а 31 марта 1994 года — действительным членом РАН по Отделению экономики.
Академик Международной академии информатизации, Международной академии организационных наук, Международной академии информатики, информационных процессов и технологий, Академии проблем безопасности, обороны и правопорядка, почётный член Международной академии менеджмента, иностранный член Национальной академии наук Украины.
Был главным редактором журналов «Экономика Северо-Запада: проблемы и перспективы развития» и «Экономическая наука современной России».
Умер в Москве 6 июля 2007 года. Похоронен на Троекуровском кладбище в Москве.
В Финансовом университете при Правительстве РФ проводится ежегодный круглый стол «Творческое наследие академика Дмитрия Семеновича Львова», который занимался в университете научно-исследовательскими работами.

## Научная деятельность
Основные научные труды Д. С. Львова посвящены разработке теории научно-технического развития, теории эффективности факторов производства, изучению механизмов функционирования экономики переходного периода.
Широкую известность приобрёл своими публичными (по телевидению) выступлениями в начале 2000-х годов, в которых отстаивал необходимость дополнительного изъятия ренты (фактически — большей части прибыли) у компаний нефтегазового комплекса (см., например, выступление академика Д. С. Львова в апреле 2002 года на заседании президиума РАН).

## Награды и премии
- Орден Почёта (1999) — за большой вклад в развитие отечественной науки, подготовку высококвалифицированных кадров и в связи с 275-летием Российской академии наук[8]
- Орден Дружбы (2005) — за большие заслуги в научной и педагогической деятельности[9]
- Орден преподобного Сергия Радонежского[2]
- Орден святого благоверного князя Даниила Московского[2]
- Булгаковская премия (2003)[2]

## Публикации

### Отдельные издания
- Львов Д. С. Основы экономического проектирования машин. — М.: Экономика, 1966. — 296 с.
- Львов Д. С. Экономика качества продукции. — М.: Экономика, 1972. — 255 с.
- Львов Д. С. Эффективное управление техническим развитием. — М.: Экономика, 1990. — 255 с. — ISBN 5-282-00997-8.
- Soviet Market Economy: Challenges and Reality / Ed. by B. Z. Milner and D. S. Lvov. — Amsterdam: North-Holland, 1990. — vii + 316 p. — ISBN 978-0-444-88979-9.
- Глазьев С. Ю., Львов Д. С., Фетисов Г. Г. Эволюция техно-экономических систем: возможности и границы целенаправленного регулирования. — М.: Наука, 1992. — 208 с. — ISBN 5-02-012035-9.
- Львов Д. С., Зарнадзе А. А., Маевский В. И., Клейнер Г. Б. Понятия и идеи институциональной экономики. Вып. 1. — М.: Государственный университет управления, 1999. — 244 с. — ISBN 5-215-00782-9.
- Львов Д. С., Макаров В. Л., Клейнер Г. Б. Экономика России на перепутье веков. — М.: Управление мэра Москвы, 2000. — 85 с.
- Львов Д. С. Свободная экономика России: взгляд в XXI век. — М.: Экономика, 2000. — 54 с. — ISBN 5-282-01994-9.
- Львов Д. С. Экономический манифест: будущее российской экономики. — М.: Экономика, 2000. — 55 с. — ISBN 5-282-01986-8.
- Львов Д. С. Институциональная экономика. — М.: Инфра-М, 2001. — 320 с. — ISBN 5-16-000592-7.
- Львов Д. С. Развитие экономики России и задачи экономической науки. — М.: Экономика, 2001. — 79 с. — ISBN 5-282-01951-5.
- Львов Д. С. Экономический рост и качество экономики. — М.: Русская книга, 2004. — 111 с. — (Библиотека Гудка). — ISBN 5-268-00556-1.
- Львов Д. С. Нравственная экономика. — М.: Институт экономических стратегий, 2004. — 45 с. — ISBN 5-93618-042-5.
- Львов Д. С. Вернуть народу ренту. Резерв для бедных. — М.: Эксмо, Алгоритм, 2004. — 256 с. — ISBN 5-699-05370-0.

### Некоторые статьи
- Львов Д. С. Центральная проблема — проблема собственности // Экономическая наука современной России. — 1998. — № 3. — С. 73—77.
- Львов Д. С. Переход к новой системе общественных финансов // Бюллетень финансовой информации. — 2000. — № 1. — С. 43—46.
- Львов Д. С. Россия: Рамки реальности и контуры будущего // Журнал экономической теории. — 2007. — № 1. — С. 5—17.